# Шато д'Алменеш
Шато д'Алменеш (фр. Château-d'Almenêches) насеље је и општина у северној Француској у региону Доња Нормандија, у департману Орн која припада префектури Аржантан.
По подацима из 2011. године у општини је живело 209 становника, а густина насељености је износила 19,42 становника/km². Општина се простире на површини од 10,76 km². Налази се на средњој надморској висини од 175 метара (максималној 193 m, а минималној 160 m).

## Демографија
| 1962. | 1968. | 1975. | 1982. | 1990. | 1999. | 2011. |
| ----- | ----- | ----- | ----- | ----- | ----- | ----- |
| 240   | 251   | 209   | 169   | 197   | 182   | 209   |

График промене броја становника у току последњих година